# Stiftsfullmäktige
Stiftsfullmäktige är den högsta beslutande församlingen i Svenska kyrkans regionala nivå, stiften. Ledamöterna utses vart fjärde år i direkta kyrkliga val. Till och med 1997 utsågs ledamöterna i stiftsfullmäktige genom indirekta val genom elektorer i församlingarna.
Stiftsfullmäktige utser genom indirekt val:
- stiftsstyrelse
- de ledamöter i domkapitlet som är lekmän
- egendomsnämnd (som numera är en frivillig nämnd vilken samtliga stift har valt att behålla)

## Evangelisk-lutherska kyrkan i Finland
Stiftsfullmäktige finns också i Evangelisk-lutherska kyrkan i Finland, där det  är ett organ som deltar i stiftets administration vid sidan av domkapitlet. Till stiftsfullmäktiges huvudsakliga uppgifter hör att godkänna stiftets verksamhets- och ekonomiplan samt dess budget. Förutom sina andra uppgifter, utser stiftsfullmäktige i Finland en lekmannamedlem till domkapitlet. 
Stiftsfullmäktige har 21 medlemmar som väljs för fyra år i taget. 14 av dem är lekmän och 7 är präster. Stiftsfullmäktige samlas minst två gånger per år.